# 同時代人

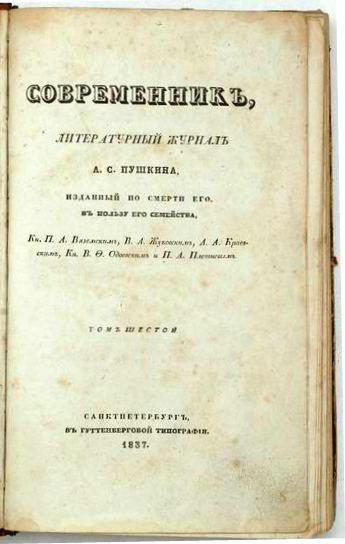
『同時代人』

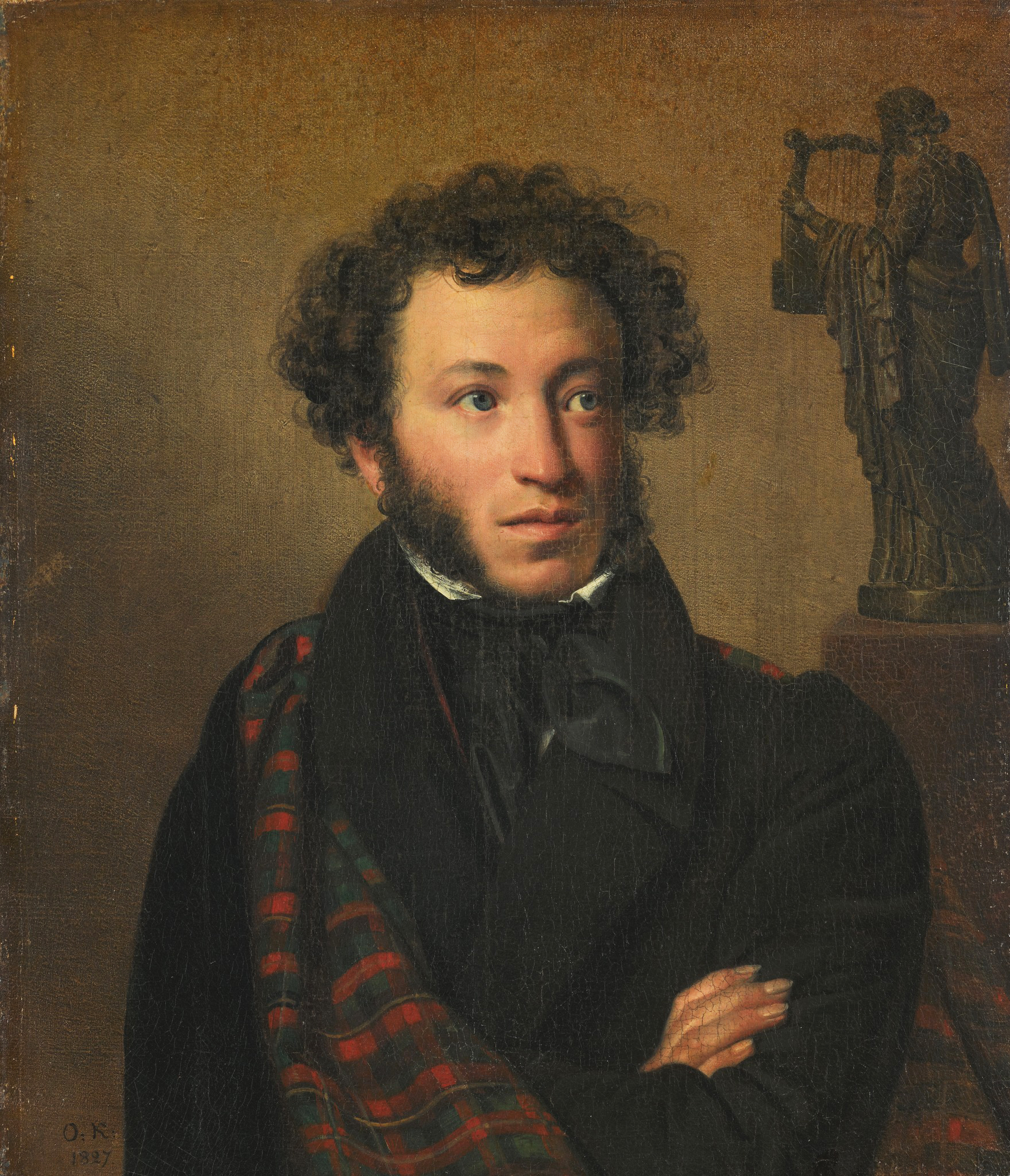
プーシキン

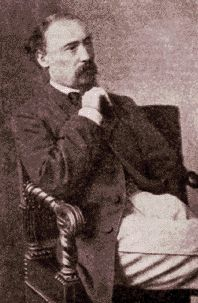
ネクラーソフ

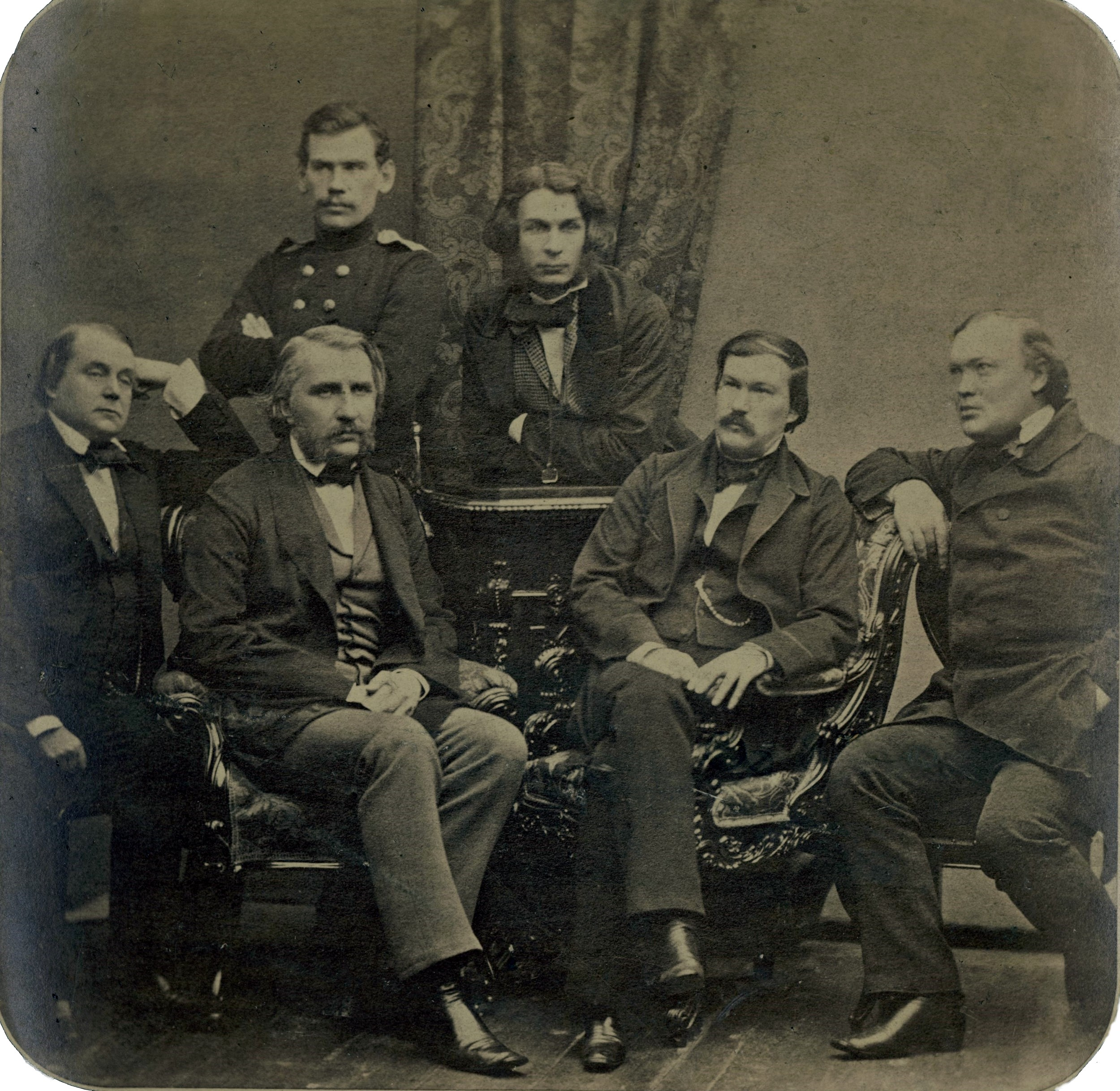
寄稿家。後列左からトルストイ、グリゴローヴィッチ。前列左からゴンチャロフ、ツルゲーネフ、ドルジーニン、オストロフスキー。1856年。

『同時代人』（どうじだいじん、露: Современник）は、19世紀ロシアの雑誌。『現代人』とも訳される。1836年、サンクトペテルブルクで詩人プーシキンによって創刊された。1846年、詩人ネクラーソフらに買い取られ、1866年に廃刊となった。ロシア文学の発展に寄与し、革命運動に影響を与えた。

## 沿革

### プーシキンの『同時代人』
皇帝ニコライ1世（在位1825年 - 1855年）即位時の1825年、自由主義を支持する将校達によるデカブリストの乱が起こり、1826年に皇帝官房第三部が設置され、圧政下での検閲や発禁処分など言論への弾圧も厳しくなり、文壇は皇帝の意を受けて専制政治を擁護する者たちが支配していた。
1836年、『同時代人』は、そのような状況に対抗するために創刊される。また、プーシキン自身の巨額の借金の返済という目的もあった。雑誌は季刊で、600人の予約購読者がいた。掲載作品は、プーシキンの「青銅の騎士」「大尉の娘」、ゴーゴリの「鼻」「肖像画」、ジュコフスキー、バラトゥインスキー、チュッチェフの詩などで、質は高かったが、一般受けする内容ではなかったため、売れ行きは期待ほどではなく、当初の目的を達することはできなかった。
1837年にプーシキンが決闘で命を落とすと、友人であるジュコフスキーや批評家プレトニョフらが運営を引き継いだ。

### ネクラーソフの『同時代人』
1846年、出版業界で地歩を固めつつあったネクラーソフが小説家パナーエフとともにプレトニョフから『同時代人』を買い取る。事業家・編集者としても優れていたネクラーソフのもとで、雑誌は発展していった。同年、ロシアに文芸批評を確立したベリンスキーを編集者として招き、翌年から雑誌は月刊となる。ベリンスキーは1848年に病死するが、同年には発行部数が3100部に達していた。さらに1850年代にかけてツルゲーネフ「猟人日記」「ルージン」「貴族の巣」、ゴンチャロフ「平凡物語」、グリゴローヴィチ「不幸者アントン」、ゲルツェン「誰の罪」「ドクトル・クルーポフ」、そして当時無名の新人だったレフ・トルストイの「幼年時代」「少年時代」「青年時代」など、文学史に残る作品を次々に掲載していき、ロシア文学の粋を結集した観があった。
クリミア戦争（1853年 - 1856年）でロシアは英仏に敗北し、それを機に農奴制に代表されるロシアの後進性を批判する声が国内で沸騰する。農民一揆も増加し、世情は騒然となる。『同時代人』掲載の「猟人日記」や「不幸者アントン」など農民を取り上げた小説も世論の形成に貢献した。新帝アレクサンドル2世（在位1855年 - 1881年）は、1861年の農奴制廃止を初めとして、様々な改革に着手したが、改革は不徹底だとして反政府運動は収まる気配を見せなかった。
『同時代人』には、1850年代半ばに若い世代の批評家チェルヌイシェフスキーとドブロリューボフが加わり、政治・経済・哲学・文学などの分野でナロードニキや革命運動を指導する論文を発表して多くの支持を集める。だが、雑階級出身で急進的な彼らと、ツルゲーネフら貴族出身の穏健で自由主義的な作家たちとの対立が深まっていった。
1860年、ツルゲーネフは、自作を批判したドブロリューボフの論文の掲載を差し止めるようネクラーソフに要請した。しかし、ドブロリューボフに立場の近いネクラーソフが拒否したので、ツルゲーネフは『同時代人』と絶縁し、それをきっかけにトルストイら他の貴族出身の作家たちも雑誌を去ることとなった。
その衝突にもかかわらず、1861年には発行部数が最高の7126部となる。だが、同年ドブロリューボフが病死する。

### 皇帝アレクサンドル2世暗殺未遂事件と廃刊
翌1862年、雑誌を危険視した政府は、8か月の発行停止を命じた。さらにチェルヌイシェフスキーが逮捕され、投獄ののちシベリアへ流刑となる。1863年に発行を再開後、急進派の指導的小説家サルトゥイコフ・シチェドリンが招かれ、チェルヌイシェフスキーが獄中で執筆した長編小説「何をなすべきか」が掲載されて、革命家の生き方が青年たちを熱狂させる。また、グレープ・ウスペンスキーら雑階級出身の若手の作家も加わった。しかし1866年4月4日、革命家ドミトリイ・カラコーゾフによる皇帝アレクサンドル2世暗殺未遂事件をきっかけに俄然厳しくなった弾圧を受け、雑誌は廃刊に追い込まれた。

## 影響

### 『祖国の記録』『ロシア報知』と皇帝アレクサンドル2世暗殺
ネクラーソフは、1868年にシチェドリンやウスペンスキーらとともに雑誌『祖国の記録』（Отечественные записки）に新たな活動の場を求めることとなる。
一方、ツルゲーネフやレフ・トルストイら貴族出身の穏健で自由主義的な作家たちは、既に活動の場を雑誌『ロシア報知』（露: Русскій Вѣстникъ）に移していたが、弾圧後の1879年になると、この暗殺事件のカラコーゾフをモデルとするドストエフスキーの小説『カラマーゾフの兄弟』なども、雑誌『ロシア報知』に連載された。
1879年にナロードニキの過激派が組織化されて「人民の意志」が結成されると、1881年3月13日に党員イグナツィ・フリニェヴィエツキによってアレクサンドル2世は暗殺された。